# Voetbal in Zweden

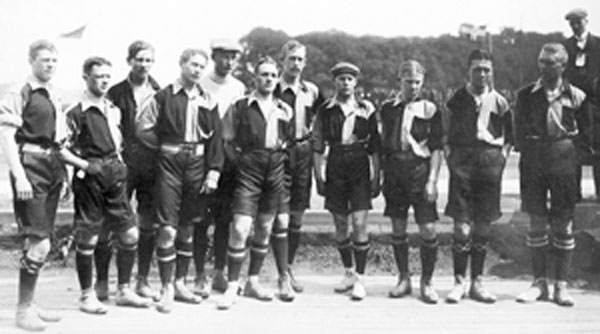
Het eerste nationale Zweedse voetbalteam.

Voetbal is een van de populairste sporten in Zweden. In het internationale voetbal komt het Zweeds voetbalelftal uit in de competities georganiseerd door de FIFA en de UEFA. Het competitievoetbal in Zweden bestaat uit een groot aantal divisies georganiseerd door de Zweedse voetbalbond, waarvan de Allsvenskan het hoogste niveau heet te zijn. De clubs die het best in de Allsvenskan en in de Svenska Cupen, de nationale beker, presteren komen uit in de UEFA Champions League of in de UEFA Cup. In de historie van het voetbal zijn er veel voetballers, coaches en zelfs scheidsrechters doorgebroken in de internationale voetbalwereld. Zweden was gastheer van het Europees kampioenschap voetbal 1992.

## Clubs
De bekendste en grootste voetbalclub uit Zweden, met tevens de grootste erelijst en prestaties is IFK Göteborg. Ook clubs als AIK Solna, Djurgårdens IF en Malmö FF hebben een rijke historie.

## Bekende Zweden in de voetballerij
Zowel op het gebied van spelers, coaches als scheidsrechters heeft Zweden vele grote namen voortgebracht. Zo schoot Ove Kindvall in 1970 Feyenoord naar de allereerste Europacup 1 overwinning voor een Nederlandse club. Ook spelers als Zlatan Ibrahimović, Henrik Larsson en Stefan Petterson zullen niet snel vergeten worden. Sven-Göran Eriksson is een coach die vooral succes behaalde in Italië en tot 2006 als bondscoach van het Engels voetbalelftal actief was op het Wereldkampioenschap voetbal 2006 in Duitsland. In het seizoen 2007-2008 was hij trainer van Manchester City. Anders Frisk is een van de Zweedse scheidsrechters die het hoogste niveau heeft behaald.

### Voetballers
- Marcus Allbäck
- Tomas Brolin
- Martin Dahlin
- Johan Elmander
- Zlatan Ibrahimović
- Ove Kindvall
- Henrik Larsson
- Anders Limpar
- Daniel Majstorović
- Stefan Petterson
- Thomas Ravelli
- Sharbel Touma
- lijst van Zweedse voetballers

### Coaches
- Sven-Göran Eriksson
- Nils Liedholm

### Scheidsrechters
- Anders Frisk

### Stadions
- Ullevi